# Rékiem
Rekiem (también llamada Requiem) es una banda chilena de Metal alternativo y Nu metal muy importante en la escena local. Se le considera un conjunto muy influyente, ya que fue la encargada de masificar el estilo en el país, y fueron responsables de organizar los llamados "Aggrofest", masivos conciertos anuales donde se presentaban bandas nacionales de Nu Metal, o "Aggro Metal" como se le denominó al estilo en Chile.

## Historia

### Inicios y "Unlike"
Técnicamente, Rekiem se inicia en 1989, pero la poca claridad de la banda en esos años (cambios de formaciones y grabaciones de mala calidad), hace que se considere su real comienzo en 1995. El guitarrista Julián Durney, único miembro original, se une a Gino Fuenzalida (voz), Felipe Orellana (bajo) y Mauricio Aguilera (batería). Desde esos tiempos comienzan a experimentar con una mezcla muy cercana al sonido de Pantera y a la nueva sensación rock del momento, el nu metal. Esto se ve plasmado en su álbum debut, Unlike, editado en 1997 por la disquera independiente Toxic Records. Difícil de definir, Unlike se presenta como un álbum conceptual de 11 canciones cantadas en inglés, cargadas de mensajes subliminales, con guitarras pesadas y una voz que varía entre lo gutural y lo melódico. A pesar de telonear a Testament en Santiago, lo que significaba un gran paso en su carrera, la combinación entre el nu metal y el death metal no logra captar la atención del público local, debido al hecho de que quizás no tenían una orientación definida en lo musical y a la nula promoción de parte del sello. No obstante, al grupo le gusta pensar que Unlike fue un disco adelantado a su época. Desde 1998, Orellana se aleja del grupo por problemas personales (más tarde sería parte de la banda de stoner rock Devil Presley) y unos pocos meses después Mauricio Aguilera hace lo mismo, debido a su intención de radicarse en Estados Unidos.

### Nuevo Sonido y "Apgar:0"
Luego de un tiempo de búsqueda, donde el puesto del bajo pasó por las manos de Aldo Celle (actualmente en Corona de Espinas), en 1999 se consolida la formación actual de Rekiem, que incluye al baterista Álvaro Vidal y al bajista Carlos Rojas, dándole un aire de renovación y novedad que termina en la exploración de otras tendencias. Este nuevo Rekiem se considera más directo, más simple y canta en español, demostrando una preocupación más elaborada por las melodías y por la emotividad de la interpretación, pero sin dejar de lado la rabia que les sirve para conseguir una buena base de seguidores. De esta manera, Rekiem logra llamar la atención dentro de la escena nu metal chilena, marcando la diferencia con un discurso ácido e incendiario, que abarca tópicos tan diversos como los trastornos sentimentales y la política, matizados con riffs que deambulan entre la extrema violencia y una notable delicadeza. A principios del 2000 graban un EP de tres temas como adelanto del disco que vendría. "Claroscuro", "Ariete" y "Novocaína", son las canciones que evidencian los nuevos aires de la banda, con las que logran una exposición radial y una cargada agenda de presentaciones, que abren la posibilidad de aumentar su base de fanes. El 15 de enero de 2001 y luego de varios atrasos, finalmente el nuevo disco Apgar:0, sale a la venta bajo la producción de Sónica Records, logrando una respuesta de parte del público, la que se ve incrementada gracias a que el 26 de ese mismo mes, la banda se presenta como telonera del grupo norteamericano Deftones ante 6 mil personas en el Estadio Víctor Jara, teniendo la oportunidad de mostrar su trabajo a un público que mayoritariamente jamás había escuchado a Rekiem. En marzo de ese año, deciden incorporar a un nuevo integrante. Con la intención de ampliar el espectro musical que abarcan y en busca de nuevos matices, reclutan al teclista Daniel Pierattini, proveniente del grupo Mono Blindado, quien se adapta al estilo del grupo, con la tarea de hacer arreglos sobre temas que no tenían teclado, como todos los de Apgar:0. 
El año 2001 terminaría siendo muy prolífico para el quinteto con variadas presentaciones en Santiago, entre las que se incluye el Aggrofest que organiza la propia banda y que en la versión 2001 logró repletar la Discoteque Laberinto con 1400 personas, dándole la oportunidad a bandas nuevas de mostrar su oficio. Rekiem se presentó también en Viña del Mar, Temuco y Puerto Montt y en diversos locales de Santiago, rematando el año el 30 de noviembre, con una presentación acústica en la sala de la SCD en la que presentaron un show completamente distinto a lo que están acostumbrados a hacer y que sorprendió al público, logrando llenar el local ese día. Paralelamente, el primer sencillo del disco "Traga", logra una importante rotación en Radio Rock and Pop y 40 Principales, al igual que el vídeo que realizó el director Ricardo Olguín para dicho tema, que en enero del año 2002, llega al número 1 de la sección Los 10 más pedidos de la cadena MTV, que abarca la votación popular de la teleaudiencia de Chile, Perú, Bolivia y Ecuador. Este hecho, inédito para una banda independiente, le ha servido al grupo para abrir numerosas puertas y ha despertado el interés de sellos tanto independientes como Multinacionales por la banda. En marzo de 2002, y ya con 1000 discos vendidos pese a la precaria distribución, abren el concierto de Korn en la Pista Atlética del Estadio Nacional, logrando una aceptable respuesta del público, que los recibe como banda consolidada y corea cada uno de los 7 temas que interpretan. A mitad de año, y a más de un año y medio del lanzamiento de Apgar:0, consiguen distribución nacional de su álbum, que será remasterizado y relanzado a nivel nacional, meta largamente esperada por la banda, que se había tenido que resignar a vender sus discos en no más de 10 tiendas. Luego, suena en MTV y radios el segundo sencillo, "No Respires" y la banda se prepara para salir por primera vez del país, concretando una fecha en Lima, Perú, para el 26 de octubre. La experiencia vivida en Perú fue muy importante para la banda: reafirmar su trabajo y saber que en otros países son valorados por mucha gente.

### Nuevos matices, muerte de fundador y "Zero"
Luego de años llenos de elogios a la banda, en el 2003 hay un recambio de integrantes y creación de nuevo material. La banda, que lleva 4 años organizando el festival de nu metal Aggrofest, organiza la versión más grande, llevándolo a la cúpula del Parque O'Higgins por 2 días, con la participación de 20 bandas, logrando llenar el recinto ambos días. 
El 2004 es un año de confusiones en lo musical y de procesos muy fuertes. En ese momento Frank Schleef y Álvaro Vidal (bajista y baterista respectivamente) dejan la banda por diferencias musicales y tras la salida definitiva de Gino Fuenzalida, Julian decide seguir con Rekiem. En ese instante se integra Alfonso Aste y Hans Korn, dos aportes muy importantes para lo que fue Rekiem posteriormente. Y con la formación nuevamente completa, vuelven a trabajar en lo que será su nuevo disco. Sin embargo todo este proceso finalizó en octubre de 2004, con el fallecimiento del guitarrista y fundador de la banda, Julián Durney. Después de ese episodio, el proyecto queda en la cuerda floja en cuanto a su continuidad y luego de 1 mes de conversaciones entre los integrantes de la banda y la familia de Julián (el impulso más importante), los integrantes actuales asumen el desafío de continuar con el legado que Julián había dejado dentro de cada uno de ellos, continuando bajo el nombre de Rekiem. Desde ese instante, Rekiem "necesita" grabar imperiosamente el disco en el que se estaba trabajando durante este tiempo. La banda tiene 2 presentaciones pre acordadas, invitando a Rodrigo "Roli" Cortés a estar en la guitarra, quien termina siendo el guitarrista oficial.
Ya en enero de 2005 Rekiem entra a estudio y graba entre enero y junio su nuevo disco Zero, el que fue dedicado completamente a Julián, su familia y en especial a su hija Martina. Por todo lo vivido, este disco muestra un cambio de etapa notoria en Rekiem; una notable maduración musical, mostrando un rock mucho más alternativo, moderno y abierto a otros estilos musicales, lo cual ha permitido a la banda abrirse a otro tipo de público además de los seguidores de siempre, teniendo muy buena recepción de parte del público y de los medios especializadados. En julio de 2005 Rekiem lanza el disco Zero en el Galpón Víctor Jara ante 500 personas, considerando que Rekiem tuvo una reestructuración importante y los momentos vividos hacen que la banda se mantenga en silencio por casi 1 año y medio perdiendo su poder mediático, empezando el trabajo casi desde cero. A partir del lanzamiento, la banda se hace presente en los escenarios chilenos más importantes con actuaciones sobresalientes, lo que le devuelve el respeto y el sitial que había perdido en esos años. Luego otro golpe sacude a la banda con la pérdida de su baterista Alfonso Aste debido a problemas con drogas, perdiendo un elemento que hasta ese minuto era fundamental para el sonido de la banda. Rekiem termina el año de igual forma en excelentes condiciones, superando otra prueba más.
El año 2006 se abre para Rekiem con más proyectos. El 12 de marzo lanza el nuevo diseño de la página web Rekiem.cl en el galpón Víctor Jara y esta vez para 700 personas, quedando gente fuera del recinto. Luego Batuta acompañando a Ribo en el lanzamiento de su disco y a principios de abril la banda viaja al embalse El Yeso a grabar el videoclip para el primer corte del disco llamado Solsticio, el cual ha tenido una alta rotación en MTV, llegando al número 5 en los "10 + pedidos rock", y 6 en los "10 + pedidos metal". También se define al baterista estable de la banda, Sebastian Stange, con el cual actualmente están trabajando en el disco nuevo que entra a estudio a mediados del 2007 y realizan la gira por 3 provincias del sur de Chile: Concepción, Temuco, Valdivia.
En marzo de 2007 se estrena en MTV el videoclip y segundo sencillo del disco Zero "Mil Sueños". Este video que alcanza el número 1 de la cuenta los 10 + pedidos Rock y se mantiene alrededor de 2 meses en la cima del conteo. El 27 de mayo se presenta nuevamente en el Galpón Víctor Jara junto a la banda Sangre Aborigen logrando un lleno total del recinto. 
Este año también se relanza el sitio web oficial de Rekiem. Sitio que propone una nueva y más madura imagen de la banda. En paralelo Rekiem comienza a trabajar para realizar un DVD de presentaciones en vivo de donde se extrae el último videoclip de la etapa del disco Zero, del tema homónimo "Zero".

### "Singles y Rarezas" y Disolusión de Rekiem
El año 2009 la banda lanza un compilado de singles, versiones regrabadas de estos mismos, covers y versiones en vivo, entre otras rarezas. Dan a luz también el sencillo "Epílogo", enfocado mucho más al rock alternativo y dejando de lado los matices metaleros.
A mediados de ese mismo año, los integrantes dan fin a la banda, después de casi 20 años de Rekiem, dando a conocer el siguiente comunicado:

"Hola amigos y seguidores de Rekiem. Después de largos procesos e historias maravillosas juntos como banda, hemos decidido terminar este largo proceso juntos sin tristeza, sino que con la alegría de lo vivido, lo logrado y poder dejar descansar en paz a nuestro gran hermano Julián Durney. Esto no significa que la música que llevamos dentro se termine. Cada uno de nosotros emprenderá caminos nuevos, desafíos que con Rekiem veníamos sintiendo desgastados y que no queremos que nos desgasten a nosotros como seres creativos. Les damos las gracias por confiar siempre en nosotros, apoyarnos en tantos momentos difíciles que nos toco vivir y que sin la ayuda de cada uno de ustedes no hubiésemos sido capaces de levantarnos y seguir esta lucha por mostrar la realidad de nuestras vidas y no seguir sumergidos en el engaño al que somos sometidos día a día. Creemos que en ese sentido contribuimos con nuestro grano de arena en la apertura de mentes que tiene que sufrir nuestra sociedad para construir un mundo donde vuelvan a existir los sueños y que estos puedan hacerse realidad.
Un abrazo a todos y hasta siempre.
Dani, Pancho, Roli, Hans y Felipe."

## Discografía

### Demos
- Eternal Darkness (1991)
- Blind (1993)
- My Fear is Naked (1995)
- Cree en Nada, Confía en Nadie (2000)
- Demo Promocional (2000)
- Maquetas 2004 (2004)

### Discos de estudio
- Unlike (1997)
- Apgar:0 (2001)
- Zero (2005)

### Álbumes en vivo
- Apgar:10 (2002)'

### Compilaciones
- Raras Tocatas Nuevas (2001)
- Singles & Rarezas (2009)

- Ángel negro. Banda sonora (2000 - Big Sur)

### Sencillos
| Año  | Título                  | Sello discográfico | Álbum                                                           |
| 1998 | S                       | Toxic Records      | Unlike                                                          |
| 1998 | Human Traction (Bestia) | Toxic Records      | Unlike                                                          |
| 2000 | Claroscuro              | Sonica Records     | "Ángel Negro" Soundtrack (no fue lanzado como parte de Apgar:0) |
| 2001 | Traga                   | Sonica Records     | Apgar:0                                                         |
| 2002 | No Respires             | Sonica Records     | Apgar:0                                                         |
| 2003 | Cautiverio              | Sonica Records     | Apgar:0                                                         |
| 2006 | Solsticio               | Sonica Records     | Zero                                                            |
| 2007 | Mil Sueños              | Sonica Records     | Zero                                                            |
| 2008 | Zero                    | Sonica Records     | Zero                                                            |
| 2009 | Epilogo                 | Sonica Records     | Singles & Rarezas                                               |

## Miembros
- Francisco Silva - Voz (2004 - 2009)
- Rodrigo Cortés - Guitarra (2004 - 2009)
- Hans Korn - Bajo (2004 - 2009)
- Daniel Pierattini - Teclados (2001 - 2009)
- Felipe Cortés - Batería (2008 - 2009)

### Exmiembros
- Julián Durney - Guitarra (1989 - 2004)
- Gino Fuenzalida - Voz (1995 - 2002)
- Pancho Rojas - Voz (2002)
- Felipe Orellana - Bajo (1995 - 1998)
- Aldo Celle - Bajo (1998-1999)
- Carlos Rojas - Bajo (1999 - 2003)
- Frank Schleef Sommer - Bajo (2003 - 2004)
- Mauricio Aguilera - Batería (1995 - 1998)
- Álvaro Vidal - Batería (1999 - 2004)
- Alfonso Aste - Batería (2004 - 2005)